# Cmentarz parafialny w Skolimowie
Cmentarz parafialny Skolimowie, cmentarz w Skolimowie, cmentarz skolimowski, cmentarz w Konstancinie-Jeziornie; właśc. cmentarz parafii Matki Bożej Anielskiej w Skolimowie – cmentarz rzymskokatolicki znajdujący się w Skolimowie, w mieście Konstancin-Jeziorna (aglomeracja warszawska), w powiecie piaseczyńskim, w województwie mazowieckim.
Obiekt od 1987 ujęty jest w gminnej ewidencji zabytków.

## Osoby pochowane na cmentarzu
- Zbigniew Bartosiewicz (1932–2002) – polski inżynier i polityk, minister energetyki i energii atomowej (1979–1981)[2]
- Barbara Bittnerówna (1924–2018) – polska tancerka, primabalerina[3][4]
- Jerzy Block (1904–1996) – polski aktor i reżyser[5]
- Leopold Buczkowski (1905–1989) – polski prozaik, poeta, malarz, artysta grafik, rzeźbiarz i uczestnik powstania warszawskiego[6][7]
- Irena Burawska (1922–2007) – polska aktorka
- Witold Gruca (1927–2009) – polski tancerz i choreograf[7]
- Fabian Kiebicz (1920–2008) – polski aktor
- Maria Klejdysz 1927–2009) – polska aktorka
- Zofia Kucówna (1933–2024) – polska aktorka
- Czesław Lasota (1932–2021) – polski aktor[8]
- Zbigniew Messner (1929–2014) – polski ekonomista, polityk, premier PRL
- Bożena Mrowińska (1942–2014) – polska aktorka
- Danuta Muszyńska-Zamorska (1931–2022) – polska malarka, witrażystka i gobeliniarka
- Kazimierz Orzechowski (1929–2009) – polski duchowny katolicki, aktor
- Agnieszka Paszkowska (1960–2017) – polska aktorka
- Wojciech Paszkowski (1960–2024) – polski aktor, reżyser dubbingu
- Jan Raniecki (zm. 2006) – polski działacz sportowy, w latach 2004–2006 właściciel Polonii Warszawa[9]
- Witold Skaruch (1930–2010) – polski aktor
- Janina Traczykówna (1930–2022) – polska aktorka
- Władysław Witwicki (1878–1948) – polski psycholog, filozof, tłumacz, lektor radiowy, teoretyk sztuki i artysta, profesor Uniwersytetu Warszawskiego (1919–1948)[10]